# 汐止母子命案
汐止母子命案是一起臺灣的殺人案件，2009年7月1日發生於台灣台北縣汐止市（今新北市汐止區）的重大刑案，凶嫌鄧國樑、高正雄兩人因不滿被債主曾芸華催討，因此帶到台北縣汐止市大尖山康誥坑溪殺害棄屍。
2010年10月7日，最高法院判處鄧國樑死刑、高正雄無期徒刑確定。高正雄現入監服刑中，至於主嫌鄧國樑則在2014年4月29日於臺北看守所刑場槍決伏法。

## 概述
鄧國樑（天道盟太陽會成員，有強盜、恐嚇、傷害等30多項前科），當時因強盜案被通緝，案發2年前以富商的姿態透過他的堂妹兼亂倫女友鄧淨薷，認識曾芸華，兩人暗中交往。曾女和鄧堂妹都是商專同學，當時鄧女向曾女介紹雙方認識，並說鄧國樑是她男友。沒多久，鄧女又約曾女吃飯，說鄧嫌發了一筆財，分紅1000萬，以塑造鄧嫌多金形象。
隨後鄧嫌展開騙錢功力，以資金周轉為由向被害婦人借350萬。
6月27日，曾女和丈夫吵架，主動約他出去散心，連同高嫌跟小孩玩3天。從花蓮、梨山到基隆北海岸，但29日，鄧嫌還因為還債就跟曾女吵架，曾女嗆：「你再不還我錢，我就報案，告你詐欺！」氣得決定痛下殺手。
7月1日，鄧國樑先載曾芸華母子到白沙灣，途中哄騙飲用摻安眠藥的奶茶、小籠包，還買魚網和水槍，然後到汐止大尖山康誥坑溪玩水，高嫌依計畫假裝帶其子蔡茗莞玩水，隨即掐頸，強押至溪中直到斷氣，此時曾芸華藥力發作，鄧國樑就拿起木劍狂打頭部，直到死亡，隨後同樣棄屍，佈置假裝成救援時死亡後離開。

## 後續發展
7月10日，鄧國樑等人被捕，鄧嫌還在模擬後竟然發表殺人心得：「大人都要殺了，小孩怎能放過！」認為小孩留下來會曝光，「人在江湖啦！」
2010年10月7日，最高法院判處鄧國樑死刑、高正雄無期徒刑確定。
2014年4月29日，法務部部長羅瑩雪簽署死刑執行令，鄧國樑當晚在台北看守所刑場執行槍決，得年50歲。